# Liste der Naturdenkmale in Heidenrod
Die Liste der Naturdenkmale in Heidenrod nennt die auf dem Gebiet der Gemeinde Heidenrod im Rheingau-Taunus-Kreis gelegenen Naturdenkmale.

## Naturdenkmale
| Bild            | Bezeichnung   | Ortsteil, Lage                                       | Beschreibung | Art       | Nr. |
| --------------- | ------------- | ---------------------------------------------------- | ------------ | --------- | --- |
| BW              | Alte Eiche    | Algenroth 50° 10′ 4,6″ N, 7° 53′ 18,8″ O             |              | Eiche     | 4/1 |
| BW              | Wacholderhain | Huppert 50° 11′ 8,3″ N, 8° 0′ 18,8″ O                |              | Wacholder | 4/2 |
| Fotos hochladen | Gelteiche     | Huppert 50° 11′ 32,3″ N, 7° 59′ 45,5″ O              |              | Eiche     | 4/3 |
| BW              | Eibe          | Laufenselden 50° 11′ 34,5″ N, 7° 58′ 58,1″ O         |              | Eibe      | 4/4 |
| BW              | Eiche         | Obermeilingen 50° 10′ 38,7″ N, 7° 54′ 36,7″ O        |              | Eiche     | 4/8 |
| BW              | Linde         | Dickschied-Geroldstein 50° 7′ 33,9″ N, 7° 57′ 0,3″ O |              | Linde     | 4/9 |